# Bohdan Warchal
Bohdan Warchal (* 27. Januar 1930 in Orlová, Tschechoslowakei; † 30. Dezember 2000 in Bratislava, Slowakei) war ein slowakischer Violinist, Mitglied des Slowakischen Philharmonischen Orchesters sowie Leiter und Solist des Slowakischen Kammerorchesters.
Warchal wurde als Violinist an der Janáček-Akademie für Musik und Darstellende Kunst Brünn (JAMU) ausgebildet. 1957 wurde er zum Konzertmeister des Slowakischen Philharmonischen Orchesters in Bratislava ernannt. Im Jahre 1960 gründete er das Slowakische Kammerorchester, dessen künstlerischer Direktor und Solist er war. 1969 wurde ihm der Titel „Verdienter Künstler“ und 1983 der Titel „Nationalkünstler“ von der damaligen tschechoslowakischen Regierung verliehen.